# 吴大山
吳大山（?—1627年），字仁仲，居凤凰山之燕窝。明朝官员。
吳源之孙，吳果之子。九岁丧母，早年随父任京师，游太学，为大司成田钟台所赏识，授内阁中书。万历十九年，中顺天乡试。万历二十八年（1600年），一度北上参加会试，途中因父病重南还。不再試。万历三十八年（1610年），授中书舍人。万历三十九年（1611年），擢拔為工部虞衡司主事。万历四十年（1612年），署屯田司员外郎。万历四十六年（1618年），因治河有功，升云南参政兼佥事，整饬曲靖等府兵备。天启二年（1622年），擢云南按察使，未就任即以病辞，歸隱西湖，天启七年（1627年）卒。有《再生缘》杂剧。